# عبد الحميد موسى ماديبو
عبد الحميد موسى المجاهدين (بالإنجليزية: Abd ul-Hamid Musa Madibbo)‏ سياسي سوداني. عمل كمحاسب في الرزيقات. في الانتخابات التشريعية لعام 1953، تم انتخابه لمجلس النواب من نيالا (باجارا إيست) كمرشح للحزب الجمهوري الاشتراكي و كان شقيق نذير الرزيقات.